# تمپورا (پروژه اطلاعاتی)
تمپورا اسم رمز سامانه رایانه‌ای درگذشته محرمانه‌ای است که ستاد ارتباطات دولت بریتانیا استفاده می‌کند. این سامانه برای ردگیری بیشتر ارتباطات اینترنتی استفاده می‌شود که از کابل‌های فیبر نوری بدست آمده‌اند. بنابراین می‌توان آنها را در آینده، پردازش و جستجو کرد. آزمایش تمپورا از سال ۲۰۰۸ (میلادی) آغاز و در سال ۲۰۱۱ (میلادی) عملیاتی شد.
تمپورا داده کابل‌های فیبر نوری را شنود الکترونیک می‌کند که به صورت ستون فقرات اینترنت کار می‌کنند. با این کار، به داده شخصی بسیاری از کاربرانی دست می‌یابد که حتی مشکوک یا زیر نظر نیستند. داده شنود شده، در بریتانیا و خارج از آن کشور نگهداری می‌شود. این داده، اطلاعات شرکت‌های دارنده کابل فیبر نوری یا گذرگاه کابل را نیز در بر می‌گیرد.
وجود تمپورا بدست ادوارد اسنودن در مه ۲۰۱۳ فاش شد. اسناد اسنودن نشان دادند که داده گردآوری شده با تمپورا با آژانس امنیت ملی ایالات متحده آمریکا همرسانی می‌شود.

## عملیات
بر پایه اسناد اسنودن، تمپورا از دو بخش اصلی "چیرگی بر اینترنت" و "بهره‌برداری از مخابرات جهانی" پدید آمده است. هر کدام از این بخش‌ها ترافیک اینترنت و تلفن را با یکدیگر می‌آمیزند. اگرچه، این ادعا با دو سند اصلی، مغایرت دارد که می‌گویند بخش‌های تمپورا مانند ایکس‌کی‌اسکور، تنها برای ترافیک اینترنت هستند.
گفته می‌شود که ستاد ارتباطات دولت، بیشتر از آژانس امنیت ملی، فراداده تولید می‌کند. در مه ۲۰۱۲، ۳۰۰ واکاو ستاد ارتباطات دولت و ۲۵۰ واکاو آژانس امنیت ملی، برای دسته‌بندی داده، گماشته شدند.
بر پایه گاردین، در گردآوری داده، فرقی بین شهروندان عادی و هدف‌های تحت نظر وجود ندارد. تمپورا، گفتگوهای تلفنی را ضبط می‌کند، پیام‌های ایمیل‌ها، کنش‌های فیس‌بوک، و تاریخچه وبگردی را نگهداری می‌کند. اسنودن می‌گوید: "مشکل تنها آمریکا نیست. بریتانیا هم دست زیادی در این کار دارد. ستاد ارتباطات دولت، بدتر از آژانس امنیت ملی آمریکا است."
تمپورا تنها می‌تواند با یک پیمان پنهانی برای همکاری با شرکت‌های خصوصی کار کند. در اسناد اسنودن، این شرکت‌ها "شرکای شنود" نامیده می‌شوند. حتی به برخی از این شرکت‌ها پول داده می‌شود. به کارکنان ستاد ارتباطات دولت هشدار داده می‌شود که منبع گزارش‌های خود را پنهان کنند. زیرا از اینکه فاش شدن نقش شرکت‌های خصوصی به عنوان شرکای شنود به تنش سیاسی گسترده بینجامد می‌ترسند. شرکت‌ها از آشکار کردن حکم‌های دادگاهی که آنها را مجبور به دادن دسترسی به ستاد ارتباطات دولت می‌کنند منع شده‌اند. اگر شرکتی از همکاری، سر باز بزند می‌توانند آنرا مجبور کنند.
وکیلان ستاد ارتباطات دولت می‌گویند: ارائه فهرست مردم تحت نظر با تمپورا ممکن نیست. زیرا "آنقدر بلند بالا است که ما دیگر نمی‌توانیم آنرا مدیریت کنیم".
ستاد ارتباطات دولت، یک دوره آزمایشی سه ساله در جی‌سی‌اچ‌کیو بوده در کورنوال برپا کرد. این سازمان، کاوش‌گرهایی دارد که در تابستان ۲۰۱۱ به بیش از ۲۰۱ پیوند اینترنتی، پیوست شده بودند. هر کاوش‌گر می‌توانست ۱۰ گیگابایت بر ثانیه را جابجا کند. واکاوهای آژانس امنیت ملی نیز به این آزمایش‌ها وارد شدند و با همرسانی داده با آژانس امنیت ملی، تمپورا در پاییز ۲۰۱۱ آغاز به کار کرد. کارهای فنی جاری، توانایی ستاد ارتباطات دولت در گردآوری داده از اَبَر کابل‌های تازه با سرعت ۱۰۰ گیگابایت بر ثانیه را بالا می‌برد. داده برای ۳ روز نگهداری می‌شود. درحالیکه فراداده برای ۳۰ روز نگهداری می‌شود.
تمپورا از بخش‌های گوناگونی پدید آمده است. مانند نقاط دسترسی واقعی به کابل‌های فیبر نوری، یک برنامه پاکسازی به اسم رمز "پوکرفیس"، ایکس‌کی‌اسکور که آژانس امنیت ملی توسعه داده، و توانایی کاهش حجم زیاد.
در مه ۲۰۱۲ ستاد ارتباطات دولت، سامانه‌های تمپورا را در جاهای زیر نصب کرد:
- ۱۶ سامانه بر روی کابل‌های با سرعت ۱۰۰ گیگابایت بر ثانیه در مرکز پردازش CPC
- ۷ سامانه بر روی کابل‌های با سرعت ۱۰۰ گیگابایت بر ثانیه در مرکز پردازش OPC
- ۲۳ سامانه بر روی کابل‌های با سرعت ۱۰۰ گیگابایت بر ثانیه در مرکز پردازش RPC1

## واکنش‌ها
مقام‌های وزارت دفاع بریتانیا یک هشدار دفاعی و امنیتی به رسانه‌ها به شکل محرمانه برای بی‌بی‌سی و دیگر رسانه‌ها فرستادند و آنها را از پیگیری بیشتر برنامه‌های نظارتی لو رفته مانند پریزم و همکاری بریتانیا در آنها منع کردند.
هنگامی که اطلاعات تمپورا و پریزم در روزنامه گاردین درز کردند نیروهای مسلح ایالات متحده آمریکا دسترسی کارمندان خود به وبگاه گارین را بست. دلیل این کار "پیشگیری از افشای بدون اجازه اطلاعات طبقه‌بندی شده" گفته شد.
وزیر دادگستری آلمان زابینه لویتهویسر-اشنارنبرگر در توییتر نوشت که از دید او، تمپورا یک "کابوس" است و از نهادهای اروپایی خواست در اینباره، تحقیق کنند.
یان فیلیپ آلبرخت، عضو پارلمان اروپا و سخنگوی امور کشور و دادگستری گروه پارلمانی اتحاد آزاد اروپایی‌ها-سبزها گفت که بریتانیا از روش خود تخطی کرده است. زیرا با توجه به فرایند پردازش داده شخصی بر پایه بند ۱۶ پیمان اتحادیه اروپا، بریتانیا از تعهد خود بر حفاظت از مردم را زیر پا گذاشته است.